# Przemysław Krysztofiak
Przemysław Walenty Krysztofiak (ur. 14 lutego 1979 w Ostrowie Wielkopolskim) – polski polityk i urzędnik samorządowy, z wykształcenia politolog, poseł na Sejm VII kadencji.

## Życiorys
W 2003 ukończył politologię na Wydziale Nauk Społecznych Uniwersytetu im. Adama Mickiewicza w Poznaniu. Odbył również podyplomowe studia menedżerskie w Szkole Głównej Handlowej w Warszawie (2009).
Pracował w biurze poselskim Jarosława Urbaniaka, później zatrudniony kolejno w urzędzie gminy i miasta Raszków oraz w starostwie powiatu ostrowskiego. W wyborach samorządowych w 2006, 2010 i 2014 wybierany na radnego Ostrowa Wielkopolskiego.
W wyborach w 2011 bez powodzenia kandydował z listy Platformy Obywatelskiej do Sejmu w okręgu kaliskim, otrzymując 9004 głosy. Mandat posła VII kadencji objął jednak 17 grudnia 2014, zastępując Małgorzatę Adamczak. W 2015 z ramienia PO bezskutecznie ubiegał się o mandat senatora. W 2024 ponownie został radnym miejskim w Ostrowie Wielkopolskim.